# 広島広域公園庭球場
広島広域公園庭球場（ひろしまこういきこうえんていきゅうじょう）は、日本国広島県広島市に在する庭球競技場である。

## 概要
本競技場は、広島広域公園陸上競技場を中心とする運動公園である広島広域公園の中に建設・整備された。
広島広域公園内のスポーツ施設のほとんどが1993年開場だったのに比して、本施設だけが1994年8月1日と最も遅かった。
1994年10月に広島市で開催された1994年アジア競技大会ではテニス競技の会場として使用された。
アジア競技大会後も、本庭球場では全国中学生テニス大会など全国規模の大会が開催されており、2018年は有明テニスの森公園並びに有明コロシアムの施設改修工事により、例年有明にて開催されるジャパンウィメンズオープンテニス大会が本庭球場に会場を移して開催された。

## 施設
- 建築面積：約3,595平方メートル
- 延床面積：約4,822平方メートル
- センターコート：1面（ハードコート、約914平方メートル、観客席収容数：3,000名）
- サブコート：1面（ハードコート、約851平方メートル、観客席収容数：1,000名）
- 一般コート：14面（ハードコート）
- 屋内コート：4面（ハードコート）

## 交通
- アストラムライン（広島高速交通広島新交通1号線）大塚駅下車 徒歩約20分
  - 本通・県庁前・新白島・大町駅方面 - 大塚駅 - 広域公園前駅
- 広電バス[4]「広域公園テニスコート前」バス停下車、徒歩約1分。「広域公園テニスコート前（花の季台入口）」バス停下車、徒歩約3分[5]
  - 62,63 西風新都線：広島バスセンター - （62中広町経由 / 63横川駅前経由） - 大塚駅 - Aシティ中央 - 広域公園テニスコート・こころ団地方面 / 広域公園テニスコート前（花の季台入口）・花の季台方面
- 車・タクシー
  - 山陽自動車道 五日市ICから約10分
  - 広島自動車道 広島西風新都ICから約13分